# Setge de Barcelona (827)
El setge de Barcelona del 827 fou un conflicte armat durant la Revolta d'Aissó entre els comtes autòctons i els francs al comtat de Barcelona durant el segle ix.

## Antecedents
L'ocupació àrab de Catalunya fou efímera i els musulmans, dependents de Còrdova, estaven governats per valís o representants emirals. Els visigots legitimistes del poder de Toledo foren expulsats i els prosarraïns ocuparen el poder, però al segle ix, amb la conquesta carolíngia de Catalunya, els francs dugueren els seus propis comtes i marquesos, que eren els visigòtics expulsats, i reaparegueren els conflictes entre els profrancs, que volen constituir un poder superior, i els proàrabs i els autòctons que s'hi negaren. Els francs establiren una sèrie de comtats que constituïen una marca: una franja de seguretat limitada per l'eix del Llobregat, que amb diverses fluctuacions, quedà definida amb la Conquesta de Barshiluna la primavera del 801. Aquest territori fou l'escenari continuat de ràtzies i conflictes.
La fidelitat dels magnats locals gots per conquesta de Barcelona fou recompensada per Lluís el Pietós amb el nomenament com a comte de Barcelona de Berà, un autòcton proper a les intencions de pau i manteniment de l'statu quo amb els veïns musulmans, però la seva tolerància contraposada als barons francs, significà la seva caiguda i l'arribada de comtes estrangers. Al franc Rampó el succeí Bernat de Septimània que confirmava la línia dura i forana al capdavant dels comtats de Barcelona, Girona i Osona i significà l'inici de l'alçament d'Ayxun ibn Sulayman ibn Yaqdhan al-Arabí (Aissó) i Guillemó.
Fidels a Berà i encapçalades per Aissó, fill de Sulayman ibn Yaqdhan al-Kalbí al-Arabí, es revoltaren diverses guarnicions del Comtat d'Osona, tret del castell de Roda de Ter, situat a l'actual l'Esquerda, controlada per Galindo Belascotenes (Abenbelascot), un cap indígena i Aissó va destruir-la.

## El setge
Aprofitant els primers èxits, els revoltats, a través dels valís de Saragossa i Lleida reberen l'ajut militar d'Abd al-Rahman II amb forces comandades per Ubayd Allah Abu Marwan que surt de Saraqusta el maig, que afegides a les tropes comtals de Guillemó i als contingents locals permeten emprendre el Setge de Barcelona.
Els assetjants s'establiren a les muntanyes que envolten la ciutat, havent pres Cerdanyola del Vallès, Valldoreix, Sant Cugat del Vallès, Valldaura, Sant Iscle de les Feixes, Sant Medir, Montcada i Ripollet.
La limitada paciència en l'intent de conquesta de Barcelona significa que s'esperava establir complicitat amb els seus ciutadans, que no es produí i l'estiu del 827, seixanta dies després d'establir-se, s'alçà el setge per dirigir-se a establir el setge de Girona (827).